# Gourde (monnaie)
La gourde (en créole haïtien : goud) est la monnaie officielle d'Haïti. Son code ISO 4217 est HTG. Elle est divisée en 100 centimes.

## Histoire
Le mot « gourde », au sens d'unité monétaire, n'a aucun rapport avec les plantes potagères de la famille Lagenaria, qu'on appelle les gourdes. Il ne se rapporte pas non plus aux gourdes dont on se sert pour boire.
À l'origine, il s'agit d'une dérivation du mot espagnol gordo (gros, gras), un terme qui se référait au peso : le peso gordo est la pièce de huit dite « colonnaire », la piastre forte, produite de 1732 à 1771, une monnaie de transaction acceptée dans les colonies françaises des Antilles, entre la fin du XVIIIe siècle et le début du XIXe siècle, dont Saint-Domingue jusqu'en 1804, date de l'indépendance. Sous le régime colonial, des frappes monétaires existaient. Elles furent rares. Les prix courants s'y exprimaient dès 1750 en « gourdes, gourdins et escalins » et c'est la monnaie espagnole qui domine les échanges monétaires, dans un contexte massif de thésaurisation ; aussi les moyens d'échange restent le tabac, le sucre, et les lettres de change. Le réal espagnol y circule donc, et la pièce de huit réaux, appelée piastre espagnole, est poinçonnée en son centre en guise de contremarque pour éviter la contrefaçon, et ce, jusqu'en 1815. Sous le sceau de la République française, après 1792, on trouve une tentative de frappe, avec des pièces d'argent libellées en « escalin » ; 1 escalin pèse 24 g d'argent, ce qui correspond au module de la pièce de 5 francs germinal. Cette parité livre coloniale / franc reste théorique, même quand le général Rochambeau émet un rapport en 1803 sur la question monétaire de Saint-Domingue.
La première utilisation de la gourde en tant que monnaie officielle remonte à 1813. Elle remplace alors la livre haïtienne, au taux de 1 gourde = 8 livres et 5 sous, livre qui équivalait à la livre coloniale française (basée sur la livre tournois, avec un pouvoir d'achat supérieur). Trois pièces d'argent sont alors frappées au nom de la république d'Haïti, sans doute dans un atelier monétaire local, certaines au profil de Jean-Pierre Boyer. Sous la présidence d'Alexandre Pétion, le 8 mai 1813, est décidée l'impression des premiers billets, pour pallier le défaut de numéraire, un total de 300 000 gourdes en coupures de 5, 50, 100 et 500, gagés sur le produit des grosses exploitations du pays.
Les émissions monétaires métalliques sont plutôt rares à cette époque mais elles existent. Une disette monétaire chronique prend place. Elle va durer jusque dans les années 1850-1870. Pour contrecarrer cette disette, le 25 septembre 1826, le président Jean-Pierre Boyer lance une nouvelle impression de billets au nom du Trésor haïtien. En 1841, on comptait pour un montant de 3,5 millions de gourdes en billets circulant dans le pays, couvert par 1,5 million de piastres en argent conservées par le Trésor, situation qui témoigne d'une grande prudence économique. Haïti doit rembourser à la France chaque année plusieurs millions, depuis l'accord de 1826 ; les annuités sont régulièrement honorées, mais la situation se dégrade le 7 mai 1842, jour du tremblement de terre de Cap-Haïtien qui provoque une panique financière, aggravée par une révolution en 1843. La gourde-papier commence à se dévaluer. Par ailleurs, Boyer ne parvient pas durant cette période à fonder une banque nationale. En 1855, il faut 12 gourdes papier pour un dollar (ou piastre d'argent), contre 3 dix ans plus tôt. En 1867, il en faut 30 et les émissions papier s'élèvent à 130 millions de gourdes. Au moment de la révolution en décembre 1869, le volume de papier atteint son pic, soit 450 millions.
Entre 1870 et août 1872, le système est assaini. On pratique l'échange de billets, au taux de 1 piastre d'argent (ou dollar) contre 300 gourdes papier, et la démonétisation des anciennes coupures. La gourde est donc réévaluée. Fin 1873, tous les billets sont détruits, l'opération est une réussite. Les nouveaux billets apparaissent, ils sont libellés en piastres (1875), au taux de 1 gourde pour 1 piastre, et l'émission en est contrôlée.
En 1881, le cours est aligné sur celui du franc français au taux de 5 francs = 1 gourde ; de fait, Haïti rejoint l'Union latine. Les pièces sont frappées par la Monnaie de Paris.
L'alignement sur le franc est suspendu en 1912 et la gourde est alors indexée sur le dollar américain au taux de 5 gourdes pour un dollar, ce qui constitue une dévaluation. Cette indexation fut abandonnée en 1989 et le taux de change est désormais flottant. Mais le terme dollar haïtien pour 5 gourdes est encore usité. De la même manière, le mot penny est utilisé pour la pièce de 5 centimes. On parle également du terme « ardoquin » pour une pièce de 5 gourdes.
La Constitution de 1987 dans son chapitre 1, article 6, définit la gourde comme étant « l'unité monétaire nationale ».
Le dollar américain s'échange au prix de cent gourdes au 1er juin 2020 ; il en fallait deux fois moins cinq ans auparavant.

## Pièces de monnaie

### Première sérieRépublique de l'Ouest
- 6 centimes (1813-1818) en argent
- 12 centimes (1813-1815) en argent
- 25 centimes (1813-1818) en argent

### Série de 1827-1849
- 1 centime (1828-1846), en cuivre
- 2 centimes (1828-1849), en cuivre
- 6 centimes (1846-1849), en cuivre
- 6 ¼ centimes (1846) en cuivre
- 12 centimes (1827-1829) en argent
- 25 centimes (1827-1834) en argent
- 50 centimes (1827-1833) en argent
- 100 centimes (1829-1833) en argent

### Série «Empire d'Haïti -Faustin1er» (1850)
- 1 centime en cuivre
- 2 centimes en cuivre
- 6 ¼ centimes en cuivre

### Série de 1863 «Fabre Geffrard»
Ces pièces signées Heaton sont fabriquées par la Birmingham Mint (en).
- 10 centimes en bronze
- 20 centimes en bronze

### Série dite «3egourde»

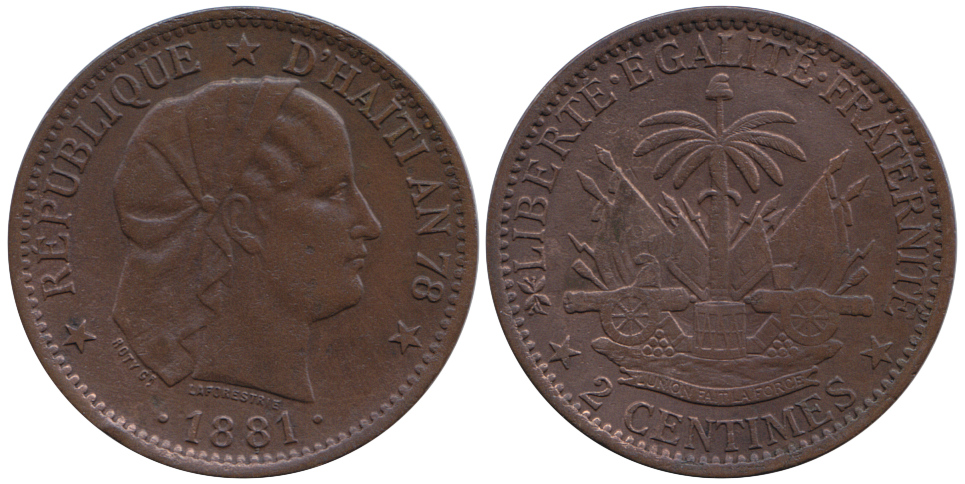
Pièce de 2 centimes, type "profil de femme haïtienne", bronze (1881).

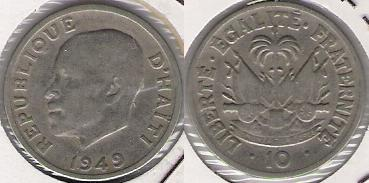
Pièce de 10 centimes au profil de Léon Dumarsais Estimé (1949).

- 1 centime (1881) en bronze « Profil haïtienne »
- 1 centime (1886-1895) en bronze
- 2 centimes (1881) en bronze « Profil haïtienne »
- 2 centimes (1886-1894) en bronze
- 5 cents (1889) en cupronickel
- 5 [centimes] (1904) en cupronickel
- 5 centimes (1904-1905) en cupronickel, Nord Alexis
- 5 centimes (1949) en cupronickel, Léon Dumarsais Estimé
- 5 centimes (1953) en laiton-nickel, Paul Magloire
- 5 centimes (1958-1970), en laiton-nickel, François Duvalier
- 5 centimes (1975-1983), en laiton-nickel, Jean-Claude Duvalier
- 5 centimes (1988-1997), en acier-nickel, Charlemagne Péralte
- 10 centimes (1881-1894), en argent « Profil haïtienne »
- 10 centimes (1906) en cupronickel, Nord Alexis
- 10 centimes (1949) en cupronickel, Léon Dumarsais Estimé
- 10 centimes (1953) en laiton-nickel, Paul Magloire
- 10 centimes (1958-1970), en laiton-nickel, François Duvalier
- 10 centimes (1975-1983), en laiton-nickel, Jean-Claude Duvalier
- 20 centimes (1881-1894), en argent « Profil haïtienne »
- 20 centimes (1907-1908) en cupronickel, Nord Alexis
- 20 centimes (1949) en cupronickel, Léon Dumarsais Estimé
- 20 centimes (1956) en laiton-nickel, Paul Magloire
- 20 centimes (1970), en laiton-nickel, François Duvalier
- 20 centimes (1972-1983), en laiton-nickel, Jean-Claude Duvalier
- 20 centimes (1986-1991), en acier-nickel, Charlemagne Péralte
- 50 centimes (1882-1895), en argent « Profil haïtienne »
- 50 centimes (1907-1908) en cupronickel, Nord Alexis
- 50 centimes (1972), en laiton-nickel, François Duvalier
- 50 centimes (1972-1985), en laiton-nickel, Jean-Claude Duvalier
- 50 centimes (1986-1991), en acier-nickel, Charlemagne Péralte
- 1 gourde (1881-1895), en argent « Profil haïtienne »

### Série actuelle
| Pièces haïtiennes | Pièces haïtiennes              | Pièces haïtiennes | Pièces haïtiennes                          |                 |
| Valeur            | Descriptif                     | Recto             | Verso                                      | Date d’émission |
| ----------------- | ------------------------------ | ----------------- | ------------------------------------------ | --------------- |
| 50 centimes       |                                | Armoiries d'Haïti |                                            |                 |
| 1 gourde          | Forme polygonale, acier-laiton | Armoiries d'Haïti | Citadelle La Ferrière                      | 1995-2016       |
| 5 gourdes         | Forme polygonale, acier-laiton | Armoiries d'Haïti | 4 des signataires de l'acte d'Indépendance | 1995-2018       |

## Billets de banque

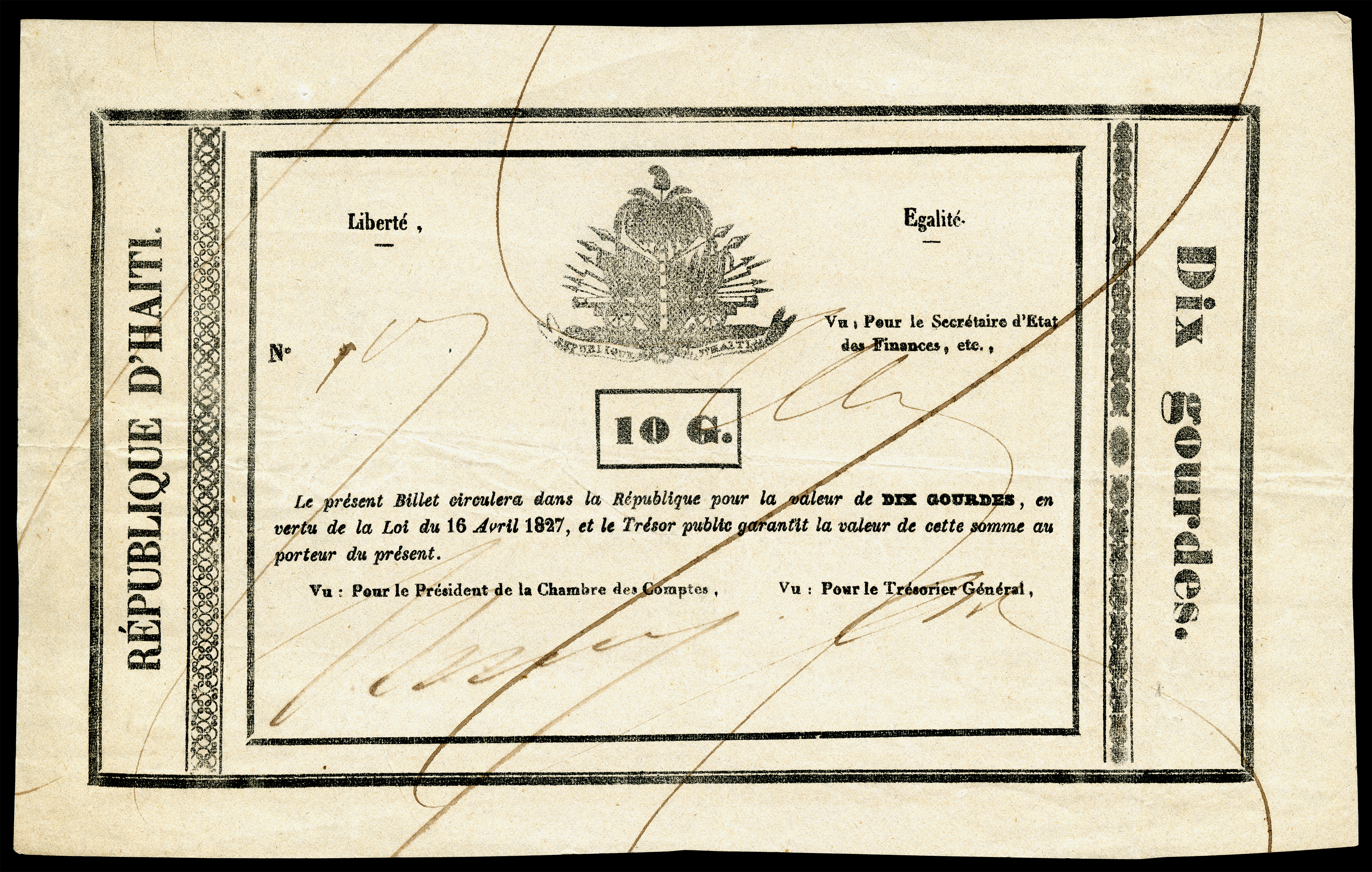
Billet de 10 gourdes émis en 1827.

### Série actuelle
| Billets de banque haïtiens | Billets de banque haïtiens                                             | Billets de banque haïtiens         | Billets de banque haïtiens |
| Valeur                     | Recto                                                                  | Verso                              | Date d’émission            |
| -------------------------- | ---------------------------------------------------------------------- | ---------------------------------- | -------------------------- |
| 10 gourdes                 | Sanité Belair                                                          | Fort Cap-Rouge à Jacmel            | 2004                       |
| 20 gourdes                 | François-Dominique Toussaint Louverture                                | La Constitution de 1801            | 2001                       |
| 25 gourdes                 | Nicolas Geffrard                                                       | Forteresse des Platons à Dussis    | 2004                       |
| 50 gourdes                 | François Cappoix                                                       | Fort Jalousière (Marmelade, Haïti) | 2004                       |
| 100 gourdes                | Henri Christophe (Président du nord d’Haïti, puis roi Henri I d’Haïti) | Citadelle Henry à Milot            | 2004                       |
| 250 gourdes                | Jean-Jacques Dessalines (Empereur Jacques I d'Haïti)                   | Fort Décidé (Marchand, Haïti)      | 2004                       |
| 500 gourdes                | Alexandre Sabès Pétion (Président du sud d'Haïti)                      | Fort Jacques (Fermathe, Haïti)     | 2004                       |
| 1000 gourdes               | Président Florvil Hyppolite et le blason de Port-au-Prince             | Marché Vallière                    | 1999                       |